# Lebensmittelmikrobiologie

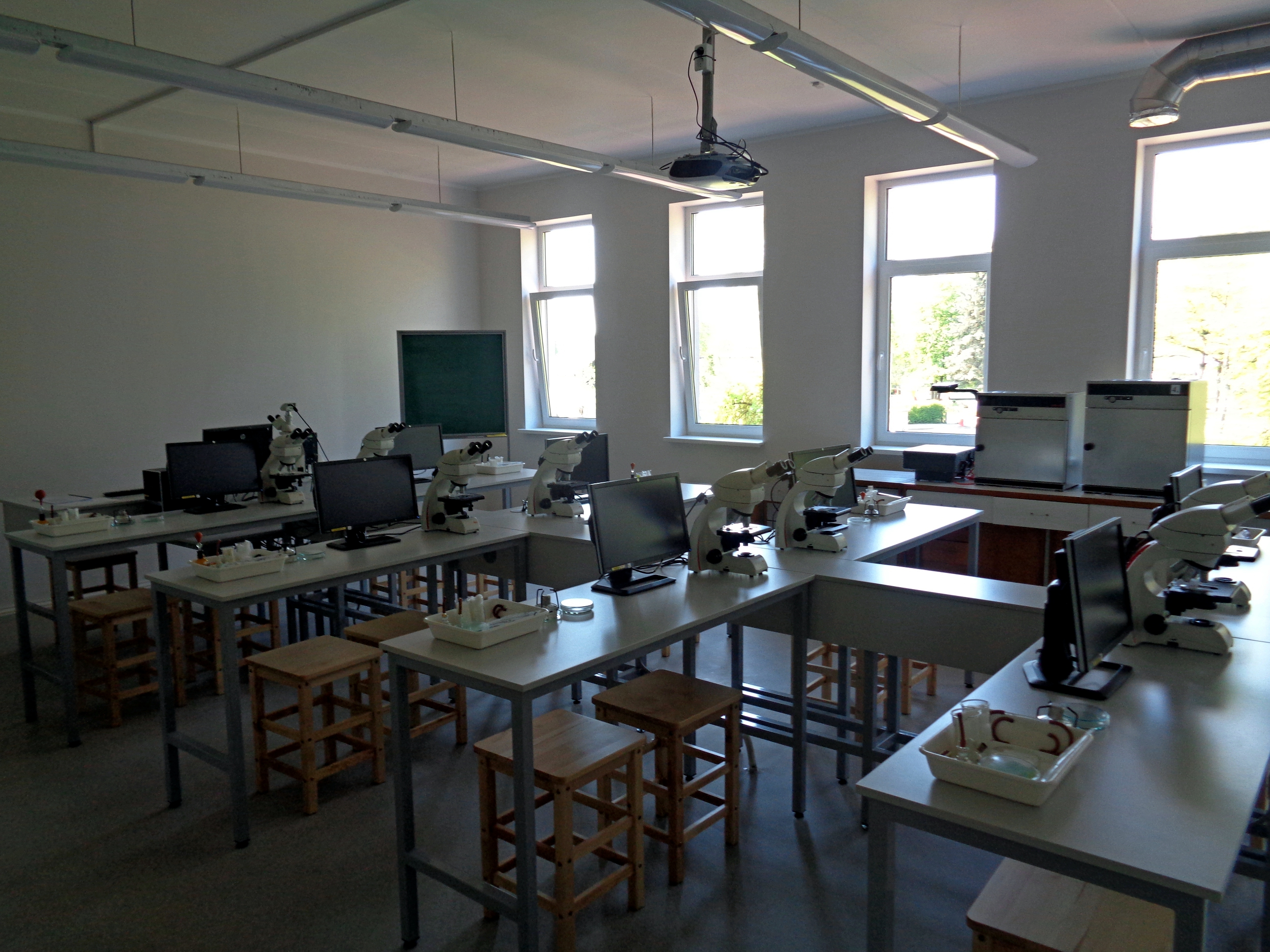
Labor für Lebensmittelmikrobiologie, Lebensmitteltechnologische Fakultät, Lettische Universität für Biowissenschaften und Technologie

Die Lebensmittelmikrobiologie ist ein Zweig der Mikrobiologie und befasst sich mit den Wechselwirkungen zwischen Mikroorganismen und Lebensmitteln. Sie gehört zu den systemorientierten, angewandten Wissenschaften und hat als empirische Wissenschaft eine sehr lange Entwicklungsgeschichte, beginnend mit dem Übergang der Menschheitsentwicklung von den Jägern und Sammlern zu sesshaften Gesellschaften mit dem Bedarf zur Lagerung und entsprechenden Zubereitung von Lebensmitteln.
Mikroorganismen können im Zusammenhang mit Lebensmitteln als nützlich oder als schädlich angesehen werden. Nützlich sind sie, wenn sie zur Herstellung von Lebensmitteln dienen, selbst als Lebensmittel dienen oder für die Biotechnologie oder Lebensmittelanalytik eingesetzt werden. Schädlich sind sie, wenn sie Lebensmittel verderben oder wenn pathogene Mikroorganismen durch Lebensmittel übertragen werden. Das Mindesthaltbarkeitsdatum wird mit einem Haltbarkeitstest bestimmt.

## Herstellung von Lebensmitteln mit Hilfe von Mikroorganismen
Beispiele von Lebensmitteln, bei deren Herstellung Mikroorganismen genutzt werden:
- Milchprodukte wie Joghurt und ähnliche Sauermilchprodukte, saure Sahne, Käse (Milchsäurebakterien, Kefirhefen, Propionibacterium, Brevibacterium linens (Rotschmierebakterium), Penicillium camemberti (Weißschimmel), Penicillium roqueforti (Blau- oder Edelschimmel) und viele mehr)
- Sauerkraut, Salzgurken und andere Sauergemüse (Milchsäurebakterien)
- Essig (Essigsäurebakterien: Acetobacter, Gluconacetobacter)
- Alkoholische Getränke wie Bier (Bierhefe Saccharomyces cerevisiae), Wein (Weinhefe), Pulque (das Bakterium Zymomonas mobilis), Sake (Aspergillus oryzae, Sake-Hefen)
- Weißgebäck (Backhefe Saccharomyces cerevisiae)
- Sauerteigbrot (Milchsäurebakterien und Hefen)
- Pökelfleisch (Nitrat-reduzierende Kokken, Milchsäurebakterien, Enterococcus faecium, Vibrio-Arten, halotolerante Hefen)
- Rohwürste (Milchsäurebakterien, nitratreduzierende Kokken (z. B. Staphylococcus carnosus, Streptomyces griseus), Penicillium nalgiovense)

## Mikroorganismen als Lebensmittel
Beispiele für Mikroorganismen, die als Lebensmittel verwendet werden:
- Mikroalgen wie Scenedesmus und Chlorella werden in Massen kultiviert und als diätische Lebensmittel oder als Lebensmittel-Zusätze verwendet
- Das Cyanobakterium Spirulina wird aus afrikanischen Seen abgefischt und dort gegessen, in Europa als diätisches Lebensmittel verwendet
- Backhefe (Saccharomyces cerevisiae) und daraus hergestellte Hydrolysate ("Extrakte") werden als Vitamin B Supplemente verwendet, auch als Würzmittel oder Brotaufstrich ("Vegemite" und "Marmite (Lebensmittel)")
- Speisepilze: Große Fruchtkörper von vielen Basidiomycota (Ständerpilzen) und einigen Ascomycota (Schlauchpilzen) werden als Nahrungsmittel verwendet.
- Einzellerprotein: proteinreiche Substanz die von Mikroorganismen gebildet wird. Eine Solarenergie-getriebene Produktion mittels Luft verbraucht viel weniger Land als landwirtschaftlicher Anbau von Soja bezüglich des Ertrags an Nahrungsenergie und Proteinen.[1][2]

Mikroorganismen, die selbst als Lebensmittel verwendet werden, sind neben Mikroorganismen zur Verarbeitung von Lebensmitteln enthalten in der Liste von Bakterien in der Lebensmittelherstellung und der Liste von Pilzen in der Lebensmittelherstellung.

## Lebensmittel- oder Mikroorganismen-spezifischer Verderb
Beispiele von Lebensmittel-Verderb, der spezifisch ist für bestimmte Lebensmittel oder für die verursachenden Mikroorganismen:
- Säuerung von Milch durch Milchsäurebakterien
- Verderb ungenügend erhitzter Dosenkonserven durch anaerobe Bakterien, die sehr hitzeresistente Endosporen bilden, zum Beispiel die Gattung Clostridium
- Ranzigwerden von Butter durch Lipase-bildende Bakterien wie Pseudomonas fragi und P. fluorescens
- Weichwerden von Gemüse durch Bakterien, die Pektinasen, Hemicellulasen oder Cellulasen bilden und damit die Mittellamellen der Pflanzengewebe auflösen, zum Beispiel Erwinia carotovora
- Fädenziehen von Getreideprodukten durch Bacillus subtilis
- Schleimbildung und Honiggeruch in Bier durch Pediococcus cerevisiae („Biersarcinen“)
- Säuerung von Wein durch Essigsäurebakterien
- Rote Flecken auf Backwaren durch Bildung von Serratia marcescens-Kolonien („Wunder der blutenden Hostie“)

## Mikrobielle Lebensmittel-Vergiftungen
Bei Stoffwechseltätigkeit, Wachstum und Vermehrung in Lebensmitteln (und zum Teil auch erst im Darm) bilden einige Mikroorganismen Toxine. Beispiele für toxinbildende Mikroorganismen:
- Staphylococcus aureus und andere Staphylokokken (Gram-positive, kugelförmige Bakterien) bilden Enterotoxine, welche nach Aufnahme mit den Lebensmitteln zu Erbrechen und Durchfall führen.
- Clostridium botulinum (Gram-positives, endosporenbildendes, anaerobes Bakterium, verursacht Botulismus). Das Botulinum-Toxin gehört zu den stärksten bekannten Giften, hat aber wegen der Funktion als Inhibitor der Nervenweiterleitung in starker Verdünnung auch einen anderen Nutzen gefunden, nämlich als "Verjüngungsdroge" Botox.
- Clostridium perfringens (Gram-positives, Endosporen-bildendes, anaerobes Bakterium) kann neben seiner Funktion als Erreger des Wundbrandes/Gasbrandes auch Gastroenteritis verursachen, wobei die Toxine erst beim Wachstum und der Sporenbildung im Darm gebildet werden.
- Bacillus cereus (Gram-positives, Endosporen-bildendes, aerobes Bakterium) kann sowohl ein Erbrechenstoxin (im Lebensmittel) als auch ein Diarrhoe-Toxin (im Darm) produzieren.
- einige Schimmelpilze bilden Toxine (sog. Mykotoxine), zum Beispiel das stark lebertoxische und krebserregende Aflatoxin, das Ochratoxin, und das Patulin.
- Vergiftung von als Lebensmittel verwendeten Meerestieren durch toxische Algen, wie Gonyaulax catenella und G. tamarensis (Dinophyceae), oder durch toxinbildende Bakterien

## Lebensmittel als Überträger pathogener Mikroorganismen
Beispiele für pathogene Mikroorganismen, die durch Lebensmittel übertragen werden:
Bakterien
- Salmonella-Arten, Verursacher von Diarrhöen, Typhus, Paratyphus
- Shigella-Arten, Erreger von Ruhr
- pathogene Stämme des Darmbakteriums Escherichia coli wie EPEC (enteropathogen), EHEC (enterohämorrhagisch), EIEC (enteroinvasiv), ETEC (enterotoxisch); (die jeweils beiden letzten Buchstaben EC stehen für Escherichia coli)
- Yersinia enterocolitica, Erreger von Enteritiden, u. U. Arthritis als Spätfolge
- Vibrio cholerae, Erreger der Cholera
- Vibrio eltor, Erreger choleraähnlicher Erkrankungen
- Vibrio parahaemolyticus, Erreger akuten Brechdurchfalls, u. U. Septikämie
- Aeromonas, Plesiomonas, Erreger von Gastroenteritiden
- Listeria monocytogenes, Verursacher von Meningitis, Enzephalitis, Granulomen, Fehl- und Frühgeburten und anderen Erkrankungen
- Campylobacter jejuni, häufigster bakterieller Erreger von Gastroenteritiden, u. U. Nervenschädigung durch Autoimmunerkrankung (Guillain-Barré-Syndrom, GBS) als Spätfolge

Protozoen
- Lamblia intestinalis, Verursacher von Dysenterien
- Entamoeba histolytica, Verursacher von Dysenterien

Viren,
die verschiedene Krankheiten verursachen, besonders Picorna-, Reo-, Arena-, Arbo-, Noro- und Adeno-Viren

### Humanpathogene Krankheitserreger in und auf Pflanzen
Humanpathogene Krankheitserreger (beispielsweise aus dem Kot von Wildtieren stammend) können in Pflanzen allgemein über Wurzeln, Stängel, Blätter, Sprossen und Früchte eindringen, diese infizieren und sich dort vermehren (siehe auch Zwischenwirte). Fraß oder Saugstiche von Insekten können ebenso Eintrittspforten sein.
Laut einer Pressemeldung des Bundesinstituts für Risikobewertung (BfR) können im aufgeschnittenen Zustand längere Zeit gelagerte Wassermelonen gefährliche Krankheitserreger wie Salmonellen, Listerien oder EHEC (Enterohämorrhagische Escherichia coli) übertragen. Wird die Außenschale bei der Produktion, beim Transport oder bei der Lagerung mit Krankheitserregern verunreinigt, so können diese Erreger beim Aufschneiden das säurearme Fruchtfleisch infizieren und werden sich bei zu warmer oder zu langer Lagerung relativ schnell vermehren. „Zum Schutz vor Infektionen sollten Verbraucher vorgeschnittene Melonen deshalb rasch verzehren oder kühlen.“ Schwangere, Kleinkinder, alte und kranke Menschen sollten auf den Verzehr aufgeschnittener Melone, die mehrere Stunden bei Raumtemperatur aufbewahrt wurde, vorsorglich verzichten.
Im Jahr 2011 erkrankten nach dem Verzehr von verunreinigten Cantaloupe-Melonen in den USA mindestens 147 Menschen an einer Infektion durch Listeria monocytogenes, in der Folge starben 33 Menschen und eine Schwangere erlitt eine Fehlgeburt. Der Verzehr von importierten Wassermelonen Ende 2011 löste in Deutschland, dem Vereinigten Königreich und in Irland einen Salmonellen-Ausbruch aus.

## Maßnahmen gegen schädliche Wirkungen von Mikroorganismen
Beispiele für die Verhinderung oder Verzögerung von mikrobiellem Verderb von Lebensmitteln:
- Sterilisation durch Erhitzen, zum Beispiel Dosenkonserven
- Verminderung der Mikroorganismen-Konzentration durch Erhitzen (Pasteurisieren, und ähnliche Verfahren)
- Abtöten aller Mikroorganismen oder Verminderung der Mikroorganismen-Konzentration durch Bestrahlung mit Gammastrahlung, Ultraviolettstrahlung
- Konservierung durch Kühlen
- Konservierung durch Trocknen (Erniedrigung der Wasseraktivität)
- Konservierung durch Salzen (Erniedrigung der Wasseraktivität)
- Konservierung durch Säuern (zum Teil mit Hilfe von Bakterien)
- Konservierung durch Räuchern
- Konservierung durch Zusatz von Konservierungsstoffen, die die Aktivität von Mikroorganismen hemmen oder sie sogar abtöten

Maßnahmen zur Verhinderung der Kontamination von Lebensmitteln mit pathogenen, toxischen oder Lebensmittel-verderbenden Mikroorganismen:
- Sauberkeit bei der Herstellung und Verarbeitung von Lebensmitteln
- Fernhalten von Kontaminationsquellen
- Personalhygiene
- Reinigung und Desinfektion von Räumen und Geräten